# Championnat National
Lo Championnat National 1 (N1, in passato Division 3 o D3, secondo la vecchia denominazione del campionato, e in futuro Ligue 3) è la terza serie del calcio francese, a carattere semiprofessionistico e situata fra la Ligue 2 ed il Championnat National 2. È il campionato di calcio francese di più alto livello tra quelli ai quali possono partecipare anche le squadre non professionistiche.

## Storia
L'attuale competizione venne istituita nel 1993, in seguito ad una riforma del calcio francese, e prese il posto della preesistente Division 3, che dal 1970 costituiva la terza categoria calcistica. Nella sua originaria conformazione, il Championnat National, chiamato "National 1", era suddiviso in due gruppi, Nord e Sud, a ciascuno dei quali prendevano parte 20 squadre. Nella stagione 1996/1997 il campionato venne nuovamente riformato e ricostituito in un unico gruppo, composto da sole 20 squadre.
A partire dalla stagione 2017-2018, torna a chiamarsi "National 1" a seguito della riforma. Il campionato CFA diventa National 2 e il CFA 2 diventa National 3.
Il 16 gennaio 2025 la federazione calcistica ha annunciato che a partire dalla stagione 2026-2027 il campionato sarebbe stato sostituito dalla Ligue 3.

## Regole
Nell'attuale conformazione, prendono parte al campionate 18 squadre, organizzate secondo un girone all'italiana diviso in andata e ritorno; al termine del campionato, le prime due classificate vengono promosse in Ligue 2, e sono rimpiazzate dalle ultime due classificate del campionato superiore, mentre la terza classificata effettua uno spareggio con andata e ritorno con la terzultima classificata della Ligue 2. Le regole attuali prevedono che le squadre professioniste retrocesse nel National dalla Ligue 2 possono mantenere, fatti salvi casi particolari, lo status di professionismo per due anni a partire dalla data di retrocessione; di conseguenza, nel campionato è possibile trovare sia squadre professioniste che dilettanti. Le squadre non professioniste che guadagnano la promozione in Ligue 2 devono assumere lo status di professionismo; se impossibilitate a farlo, perdono il diritto alla promozione, ed in loro vece viene ripescata la prima retrocessa della serie superiore.
Le ultime quattro classificate del National 1 retrocedono nel National 2, e vengono rimpiazzate dalle prime quattro di questa divisione; la retrocessione nella serie inferiore comporta automaticamente la perdita dello status professionistico, se posseduto.
Se due squadre finiscono a pari punti vale la regola degli scontri diretti.

## Albo d'oro

### Struttura a due gironi (1992-1997)
| Stagione  | Vincitore Girone A | Vincitore Girone B | Altre promozioni                |
| --------- | ------------------ | ------------------ | ------------------------------- |
| 1993-1994 | Guingamp           | Châteauroux        | Amiens Perpignan                |
| 1994-1995 | Lorient            | Épinal             | Stade Poitevin Louhans-Cuiseaux |
| 1995-1996 | Stade Briochin     | Tolone             | Troyes Beauvais                 |
| 1996-1997 | Wasquehal          | Nîmes              |                                 |

### Struttura a girone unico (1997-)
| Stagione  | Campione                                                           | Secondo posto                                                      | Altre promozioni                                                   |
| --------- | ------------------------------------------------------------------ | ------------------------------------------------------------------ | ------------------------------------------------------------------ |
| 1997-1998 | Ajaccio                                                            | Sedan                                                              |                                                                    |
| 1998-1999 | Louhans-Cuiseaux                                                   | Créteil-Lusitanos                                                  |                                                                    |
| 1999-2000 | Beauvais                                                           | Martigues                                                          | Angers                                                             |
| 2000-2001 | Grenoble                                                           | Amiens                                                             | Istres                                                             |
| 2001-2002 | Clermont Foot                                                      | Stade Reims                                                        | ASOA Valence Tolosa                                                |
| 2002-2003 | Besançon                                                           | Angers                                                             | Rouen                                                              |
| 2003-2004 | Stade Reims                                                        | Brest                                                              | Digione                                                            |
| 2004-2005 | Valenciennes                                                       | ASOA Valence                                                       | Sète                                                               |
| 2005-2006 | Niort                                                              | Tours                                                              | FC Libourne                                                        |
| 2006-2007 | Clermont Foot                                                      | Boulogne                                                           | Angers                                                             |
| 2007-2008 | Vannes                                                             | Tours                                                              | Nîmes                                                              |
| 2008-2009 | Istres                                                             | Laval                                                              | Arles                                                              |
| 2009-2010 | Évian TG                                                           | Stade Reims                                                        | Troyes                                                             |
| 2010-2011 | Bastia                                                             | Amiens                                                             | Guingamp                                                           |
| 2011-2012 | Nîmes                                                              | Niort                                                              | Gazélec Ajaccio                                                    |
| 2012-2013 | Créteil-Lusitanos                                                  | Metz                                                               | CA Bastia                                                          |
| 2013-2014 | Orléans                                                            | Luzenac                                                            | Gazélec Ajaccio                                                    |
| 2014-2015 | Red Star                                                           | Paris FC                                                           | Bourg-Péronnas                                                     |
| 2015-2016 | Strasburgo                                                         | Orléans                                                            | Amiens                                                             |
| 2016-2017 | Châteauroux                                                        | Quevilly-Rouen                                                     | Paris FC                                                           |
| 2017-2018 | Red Star                                                           | Béziers                                                            | Grenoble                                                           |
| 2018-2019 | Rodez                                                              | Chambly                                                            | Le Mans                                                            |
| 2019-2020 | Competizione sospesa a causa della Pandemia di COVID-19 in Francia | Competizione sospesa a causa della Pandemia di COVID-19 in Francia | Competizione sospesa a causa della Pandemia di COVID-19 in Francia |
| 2020-2021 | Bastia                                                             | Quevilly-Rouen                                                     | Villefranche                                                       |
| 2021-2022 | Laval                                                              | Annecy                                                             | Villefranche                                                       |
| 2022-2023 | Concarneau                                                         | Dunkerque                                                          | Red Star                                                           |
| 2023-2024 | Red Star                                                           | Martigues                                                          |                                                                    |
| 2024-2025 | Nancy                                                              | Le Mans                                                            | Boulogne                                                           |

### Vittorie per squadra
| Vittorie | Squadra |
| -------- | --- |
| 3        | Red Star |
| 2        | Bastia Châteauroux Clermont Foot Nîmes |
| 1        | Ajaccio Beauvais Besançon Concarneau Créteil-Lusitanos Évian TG Grenoble Istres Laval Lorient Louhans-Cuiseaux Nancy Niort Orléans Rodez Stade Reims Strasburgo Tolone Valenciennes Vannes |

## Squadre partecipanti (2025-2026)
| Squadra           | Città                  | Stadio                      | Capacità |
| ----------------- | ---------------------- | --------------------------- | -------- |
| Ajaccio           | Ajaccio                | Michel Moretti              | 10,660   |
| Aubagne           | Aubagne                | Stadio Lattre-de-Tassigny   | 1,000    |
| Bourg-en-Bresse   | Péronnas               | Stade Municipal de Péronnas | 11,400   |
| Caen              | Caen                   | Stadio Michel d'Ornano      | 21,500   |
| Châteauroux       | Châteauroux            | Stade Gaston-Petit          | 17,000   |
| Concarneau        | Concarneau             | Stade Guy Piriou            | 6,500    |
| Digione           | Digione                | Stade Gaston-Gérard         | 16,092   |
| Fleury 91         | Fleury-Mérogis         | Stade Auguste Gentelet      | 2,000    |
| Le Puy            | Le Puy-en-Velay        | Stade Charles Massot        | 4,800    |
| Orléans           | Orléans                | Stade de la Source          | 7,500    |
| Paris 13 Atletico | Parigi                 | Stadio Sébastien Charléty   | 20,000   |
| Quevilly-Rouen    | Rouen                  | Stade Robert Diochon        | 10,000   |
| Rouen             | Rouen                  | Stade Robert Diochon        | 10,000   |
| Sochaux           | Sochaux                | Stade Auguste Bonal         | 20,005   |
| Stade Briochin    | Saint-Brieuc           | Stade Fred Aubert           | 11,000   |
| Valenciennes      | Valenciennes           | Stade du Hainaut            | 25,172   |
| Versailles        | Versailles             | Stadio Jean Bouin           | 20,000   |
| Villefranche      | Villefranche-sur-Saône | Stade Armand-Chouffet       | 3,200    |